# Monastère de Prouilhe
Le monastère de Prouilhe fut fondé en 1206 par saint Dominique, dans le village languedocien de Prouilhe (actuelle commune de Fanjeaux dans l’Aude).

## Histoire

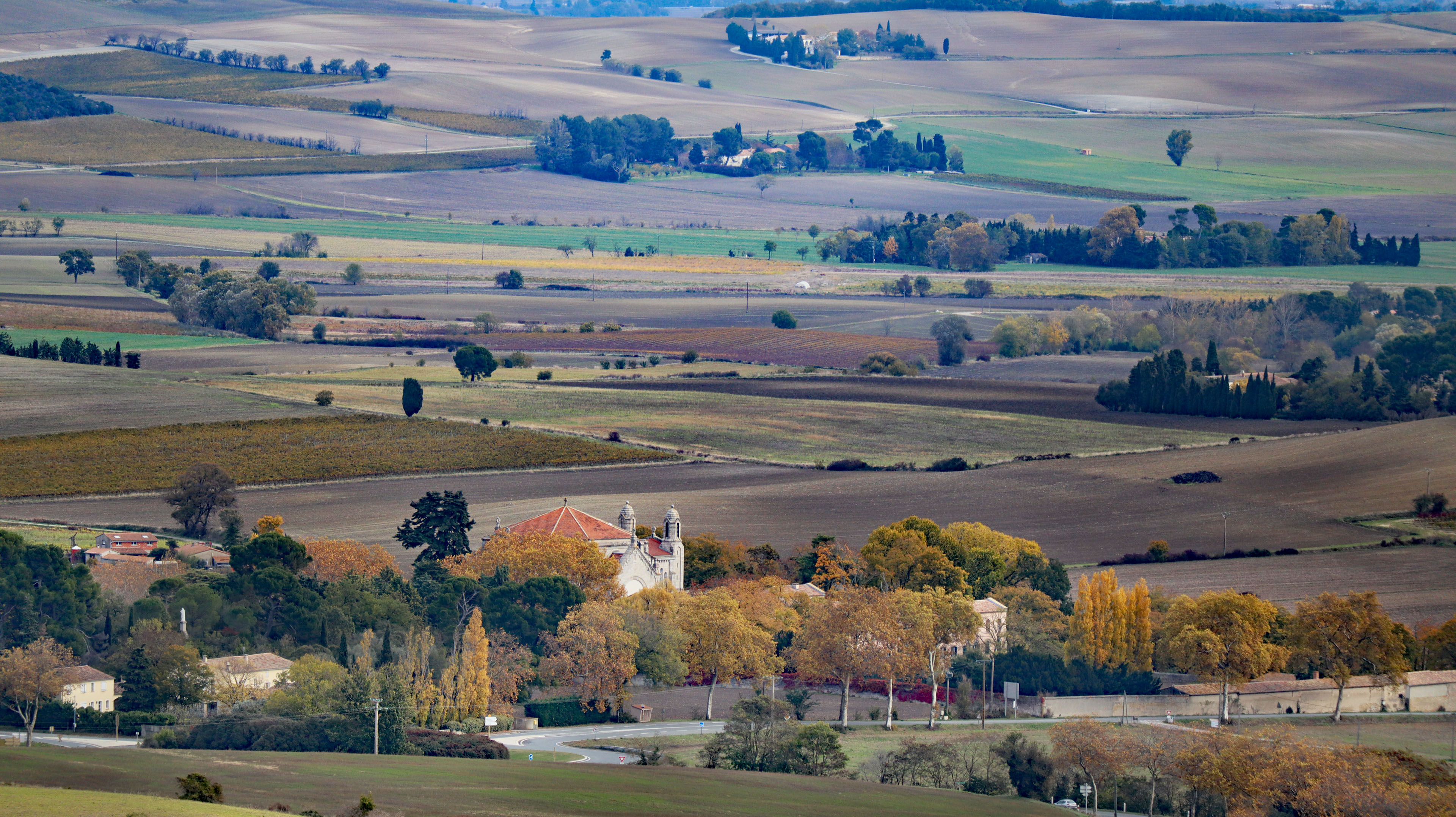
Vue générale du monastère de Prouilhe.

Première fondation de saint Dominique, le monastère de Prouilhe constitue le berceau de l'ordre des dominicains, dit aussi « des Frères prêcheurs ». Il joua un rôle majeur dans la défense active de la doctrine catholique au Moyen Âge et constitue, à ce titre, l'un des plus importants monastères royaux de l'Ancien Régime. Comme l'abbaye royale de Fontevrault, il abritait, suivant la volonté de son fondateur, une double communauté d'hommes et de femmes qui avait à sa tête un prieur et une prieure.
Tout commence lorsque saint Dominique, originaire d'Espagne, entama ses prédications dans le pays « cathare » et se fixa dans la ville proche de Fanjeaux. Il eut en 1208 une apparition de la Vierge Marie qui se présente sous le vocable de Notre-Dame du Rosaire et qui lui tendit un chapelet. Les dominicains seront d'ardents propagateurs du rosaire. Prouilhe devint le symbole du rayonnement spirituel et politique de la chrétienté de Rome et servit de refuge pour les femmes hérétiques aux yeux de l'Église qui se convertissaient.
L'idéal apostolique des sœurs dominicaines du monastère de Prouilhe nécessita la séparation du monde extérieur par une vie austère, faite de jeûnes, de veilles, de pénitences, à laquelle les converties par saint Dominique étaient toutes préparées, leur précédente pratique revendiquant et les astreignant à ce même mode de vie. La communauté de femmes vivait selon la règle de saint Augustin dans ce monastère et était ainsi régie par la vita apostolica. Prouilhe est situé à 28 kilomètres au sud-ouest de Carcassonne qui constituait au début du XIIIe siècle l'un des plus puissants bastions du mouvement d'opposition à l'église romaine dit « catharisme ».
Ainsi, les femmes restaient cloîtrées dans le monastère et n'étaient pas autorisées à prêcher. Les religieuses occupant le monastère de Prouilhe se devaient de rester dans l'enceinte du monastère et s'occuper d'accueillir les nouvelles repenties qui avaient été reconverties par saint Dominique et ses frères.

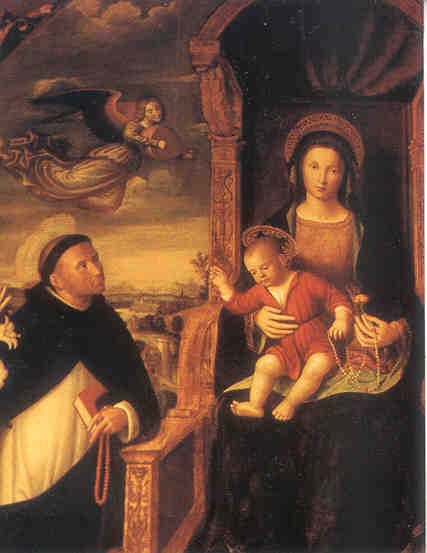
Saint Dominique reçoit le rosaire, anonyme, fin du Moyen Âge.

La fondation de la communauté féminine de Prouilhe resta pendant longtemps la plus nombreuse des communautés de femmes de tout le Languedoc. À l'origine, en 1207, 12 sœurs occupaient le monastère, puis 20 en 1211. Diègue d'Osma et Dominique sont étroitement solidaires lors de la fondation du monastère. L'évêque Diègue avait l'autorité principale. Avant de devoir retourner dans son diocèse en Espagne, il prit soin de confier à Dominique la direction et la charge spirituelle de tout le personnel de Prouilhe. La communauté naquit près de l'église Sainte-Marie et fit initialement partie d'un ensemble lié à la prédication de la Narbonnaise. La forte présence  des cisterciens dans la région fit que le monastère de Prouilhe fut fortement influencé par le courant cistercien des abbayes de femmes issues de Fabas, de Fontfroide et de Boulbonne. À la mort de Diègue en décembre 1207, Dominique porta la responsabilité principale de Prouilhe. Très occupé jusqu'en 1209 à prêcher en Lauragais, engagé par l'évêque Folquet de Marseille après le concile d'Avignon de septembre 1209, dans une longue campagne de prédication à Toulouse, il ne fut libre de s'occuper vraiment de ses sœurs qu'à partir de mai 1211. Dès ce moment, il regagna Prouilhe et s'occupa, avec une efficacité certaine, à constituer le patrimoine et les bâtiments de la communauté. Un grand nombre de chartes de donation manifestent sa réussite.
Lors des prédications, Dominique se déplaçait toujours nus-pieds en signe d'humilité et de pénitence. Il restait continuellement fidèle à la pratique des apôtres itinérants: il ne partait jamais avec de l'argent, de l'or ou quelque autre richesse que ce fût. Les prédicateurs n'ont pas d'autre moyen d'existence que l'hospitalité et la mendicité. Saint Dominique demanda souvent l'hospitalité à des nobles « cathares » par exemple. Il en profitait ainsi pour tenter de les convertir à la foi chrétienne au cours d'une discussion. Il trouva une hospitalité plus fondamentale à Prouilhe. Ce centre lui servit de port d'attache ainsi qu'aux prédicateurs. Toute la journée était consacrée à la prédication et le soir, les prêcheurs venaient se nourrir et se reposer dans ce lieu d'hébergement.
Dans la nuit du 4 au 5 mars 1715, les bâtiments médiévaux furent ravagés par un violent incendie. Le monastère fut à reconstruire. En septembre 1734, Louis XV chargea Mgr Daniel Bertrand de Langle, évêque de Saint-Papoul, de cette reconstruction. Du fait des difficultés budgétaires de la communauté, celle-ci traîna jusqu'aux années 1740. En 1746, l'évêque et la maîtrise chargés de la reconstruction soumettaient leur projet au ministre chargé des provinces du Haut et Bas-Languedoc, Louis Phélyppeaux de La Vrillière, comte de Saint-Florentin. Ministre de la Maison du roi et grand ami de Louis XV. Saint-Florentin sollicita l'avis de son architecte favori, Jacques Hardouin-Mansart de Sagonne (1711-1778), dernier des Mansart et petit-fils de Jules Hardouin-Mansart. Mansart était très en vue à la cour de Versailles depuis que le roi lui avait confié la construction de l'église Saint-Louis de la ville en 1742, grâce à Saint-Florentin. Par arrêt du conseil du 21 mai 1746, Mansart de Sagonne fut officiellement chargé de la reconstruction du monastère, sa seconde grande réalisation royale après Saint-Louis de Versailles. Suivant cet arrêt, Le roi par cet arrêt affecta au financement du projet, le produit de l'exploitation de la belle forêt de Ramondens.

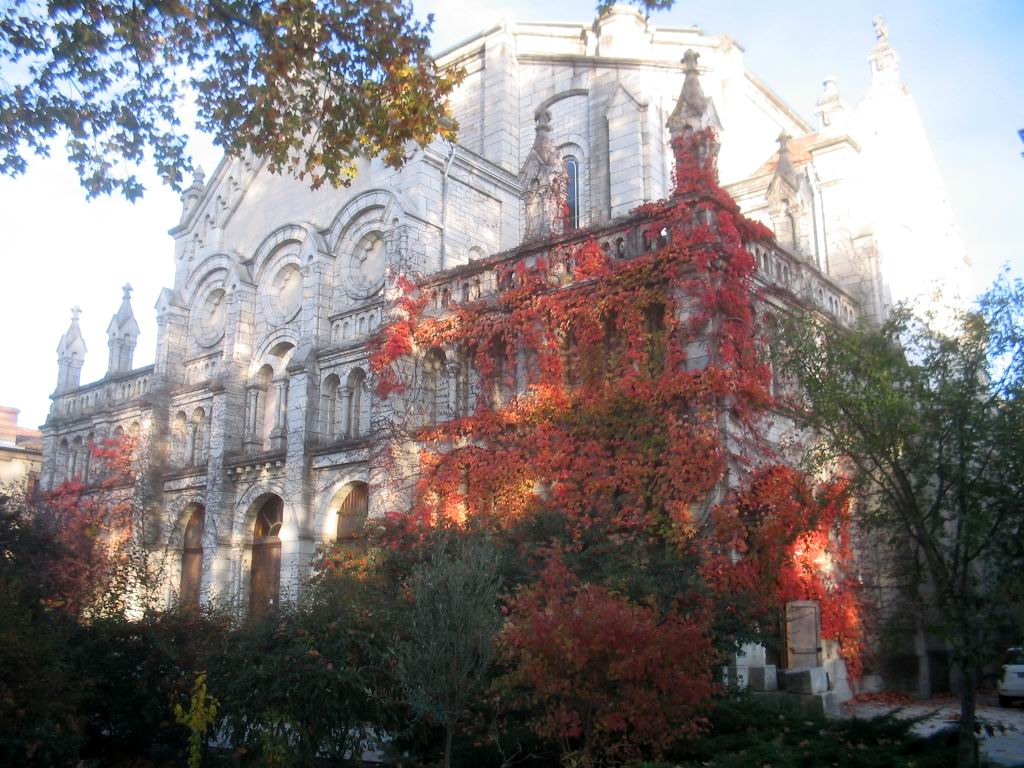
Façade du monastère de Prouilhe, commune de Fanjeaux.

Mansart se rendit alors à Prouilhe en janvier 1747, conformément aux ordres du roi. Il laissa ses instructions à son inspecteur, Jean-Charles Damesme de Furcy, arrivé en octobre 1746. Malheureusement, ce jeune homme peu expérimenté dépensa des sommes folles sans parvenir à faire avancer les travaux. Devant les plaintes de la prieure, Mme de Bellegarde, Damesme fut démis de sa mission en mars 1751 et Mansart en novembre 1753, malgré les temporisations de Saint-Florentin. L'architecte reçut 1000 écus d'indemnité pour son éviction. Seul le rez-de-chaussée d'une aile du bâtiment était alors réalisé. Le chantier ne reprit qu'en 1757, sous la direction du Frère Raymond Vergès, dominicain de la province occitane. Son imagination et son énergie dans la quête de nouvelles ressources et de solutions aboutissaient à l'achèvement du projet de Mansart en 1786. En 1783, l'architecte du roi et de la province de Languedoc, Jean-Arnaud Raymond fut appelé par la prieure afin de procéder aux remaniements de l'église gothique Notre-Dame du monastère sur la base du plan établi par Mansart de Sagonne. Les travaux furent exécutés en 1785-1787. Après tant d'efforts financiers et humains, le monastère devait hélas demeurer peu de temps en place. Saisi et vendu en 1793 pour 165 000 livres à l'élu révolutionnaire Hugues Destrem, le monastère fut démoli à des fins mercantiles cédant la pierre et les matériaux divers aux villages environnants dont Bram et Fanjeaux. Ces éléments, dont certains ornements, sont encore visibles sur les maisons de ces villages.
En 1857, le célèbre père Henri Lacordaire décida de refonder le berceau de l'ordre. Il entama sa reconstruction dans le style romano-byzantin en vigueur à cette époque. Seule l'église, bien que restée inachevée, fut réalisée.

## Les donations
Les donations dont bénéficia le monastère permirent au monastère de survivre et se développer. Elles consistaient en biens, terres, vignes, maisons, bois, qui pouvaient être accompagnés de droits seigneuriaux tels les péages, les droits de pacage, ou bien de droits féodaux dont les censives, les acaptes, les agriers, les droits de lods et ventes. La donation ou la vente des seuls droits étaient aussi possibles.

### Les dons de l'Église
Des églises furent attribuées au prieuré de Prouilhe. Fin 1206, la donation par Foulques, évêque de Toulouse, de l’ancienne église paroissiale Sainte-Marie de Prouille,  n’avait généré aucun revenu. Celle de l’église paroissiale de Limoux, en 1207, par Béranger, archevêque de Narbonne, avec le consentement du chapitre de Saint-Just, apportait ses dîmes, prémices, oblations et autres droits paroissiaux. Au XIIIe siècle, les évêques successifs de Toulouse, donnaient aux Dames de Prouilhe l’église Saint-Julien de Bram avec ses dîmes et prémices, l’église de Fanjeaux et ses revenus, les dîmes de Gratelauze, Lasserre, Radelle et Tonnens, l’ancienne église seigneuriale de Prouilhe (Saint-Martin), ainsi que Saint-Sernin de Insula (à La Hille) et  son dimaîre, Notre-Dame de Venastvilla de Vouteville, la chapelle de Villefranche-du-Lauragais, et ses droits. L’archevêque de Narbonne, Pierre de Montbrun, apporta à Prouilhe,  l’église paroissiale Saint-André de Fontazelles, la chapelle Saint-Martin de Fenouillet et les revenus associés.

### Les dons des laïcs
Le premier don foncier très important de laïcs connu est celui des châtelains de Fenouillet, les frères Ysalguier et Rayzes, qui donnèrent tous les biens qu’ils possédaient sur le terroir de Fenouillet : terres cultes et incultes, pâturages, bois, hommes. Dame Cavaers, propriétaire des terres voisines du monastère, fit don de l’ancienne motte seigneuriale, de moulins, de biens situés à Cailhau avec les droits associés.
Lorsque Simon de Montfort, dans le cadre de la croisade contre les Albigeois, fut entré dans les différents bastions "hérétiques" du Midi, il donna tout ce qui lui appartenait sur le terroir de Sauzens et quelques biens sur Fanjeaux, Bram et Villepinte. Ses hommes, barons originaires du nord du royaume de France ou d’Île-de-France, l’imitèrent en se dessaisissant, au profit de Prouilhe, de plusieurs biens qu’il leur avait alloués en récompense et dont les faydits avaient été spoliés. La maison de Lévis eut une véritable stratégie de donations à travers plusieurs générations. Alphonse de Poitiers, frère de Saint-Louis, comte de Poitiers et de Toulouse, marquis de Provence, outre ses donations foncières, vendit des biens importants au monastère, en particulier dans la forêt de Ramondens. Les donateurs furent nombreux, certains donnant un jardin, une terre, des censives, une maison, chacun suivant ses moyens. Fin XIIIe- début XIVe siècles, le monastère était assez riche pour faire des achats et accroître son patrimoine foncier.

## Le patrimoine foncier de Prouilhe sous l'Ancien Régime
Les possessions foncières du monastère, à la fin du Moyen Âge, s'étendaient sur près de 11 000 hectares (sans prendre en compte certaines censives), distribués sur les 6 diocèses de l'époque: Carcassonne, Lavaur, Mirepoix, Narbonne, Saint-Papoul, Toulouse. Ce patrimoine ne subit alors que peu de modifications jusqu'à la Révolution. La forêt de Ramondens générait un revenu important par la vente de bois. L'exploitation des métairies étaient alors confiée à des fermiers par des baux à mi-fruits (jusqu'au XVIIe siècle) ou à rente. Ci-dessous la liste des principales de ces exploitations agricoles.
| Nom de la métairie (variable suivant les sources)                    | Paroisse                  | Département actuel |
| -------------------------------------------------------------------- | ------------------------- | ------------------ |
| Métairie d'Auriac                                                    | Auriac-sur-Vendinelle     | Haute-Garonne      |
| Grand Cammas & terres autour du monastère                            | La Force                  | Aude               |
| En Bonnes                                                            | La Force                  | Aude               |
| En Marie (ou En Mario)                                               | La Force                  | Aude               |
| La Forçate                                                           | Villesiscle               | Aude               |
| Fonloubane                                                           | Fanjeaux                  | Aude               |
| Fontazelles                                                          | Fenouillet-du-Razès       | Aude               |
| Antaux (ou Entaux)                                                   | Fenouillet-du-Razès       | Aude               |
| La Bourdette de Barsa                                                | Cazalrenoux               | Aude               |
| Picamoure (Piquemoure)                                               | Cazalrenoux               | Aude               |
| Le Mazet (ou Prouillan)                                              | Fenouillet-du-Razès       | Aude               |
| Sauzens                                                              | Bram                      | Aude               |
| La Bastide de Marion                                                 | Saint-Martin-le-Vieil     | Aude               |
| Agassens                                                             | Payra-sur-l'Hers          | Aude               |
| Valségure                                                            | Villefranche-de-Lauragais | Haute-Garonne      |
| Genevrières                                                          | Saint-Amans               | Aude               |
| La Bezole                                                            | La Bezole                 | Aude               |
| La Calvière                                                          | Saint-Gaudéric            | Aude               |
| Ramondens et ses trois métairies (Le Cayrol, Borde Neuve, Ramondens) | Arfons                    | Tarn               |

## Les prieures
Cette liste des prieures de Prouilhe est extraite du manuscrit de Cambrefort contenant des annotations ultérieures et conservée dans les archives privées du prieuré de Prouilhe.
XIIIe siècle :
- 1206    Guillaumine de Fanjeaux
- 1225    Claude Riche
- Catherine de Sales (†1239)
- 1266    Blanche de Niort

XIVe siècle :
- 1309    Raymonde Hugonne
- Gaillarde Brayde de La Tour
- Gaillarde la Perosse (†1321)
- Arzens Cadela
- 1324    Élisabeth Peteyta
- Marguerite de Planezes
- 1367    Véziade de Laubaut
- Briade de La Tour

XVe siècle :
- 1422    Jeanne de Gayac
- 1445    Marguerite de Gordes
- Agnès de Sernel
- Gauzerande de Capendu
- Jeanne de Séverac (pendant 36 ans)
- Gaussida de Racras

XVIe siècle :
- 1528    Marguerite de Curamont
- 1533    Jeanne V d’Amboise, (pendant 7 ans), première prieure nommée par le roi, Elle fit beaucoup de mécontents. Elle permuta et se fit religieuse de l’ordre de saint Benoit . Elle était issue de la branche des d'Amboise, barons et comtes d'Aubijoux.
- 1540-1561    Madeleine de Bourbon, princesse de sang, fille de Charles IV de Bourbon, pendant 25 ans et y mourut
- Éléonore de Bourbon de l'ordre de saint Benoît, sœur de la précédente (elle resta à Fontevraut et ne vint pas à Prouilhe)
- 1598    Antoinette d’Ambres (†1605)

XVIIe siècle :
- 1607    Jeanne de Lorraine (1586-1638), fille d'Henri Ier de Guise, dit le Balafré, et de Catherine de Clèves[6], religieuse de Fontevraut, prit l’habit de Saint Dominique et le monastère de Prouilhe mais n'y demeura pas; elle fut abbesse de l'abbaye Notre-Dame de Jouarre
- 1630-1636       Charlotte-Marie de Lévis de Ventadour
- 1636-1638       Anne de Villelisses
- 1640    Jeanne-Antoinette d’Albret nommée par le roi (†1682)

XVIIIe siècle :
- Catherine-Angélique d’Esparbès de Lussan (†1717)
- Antoinette de Choiseul-Beaupré
- Anne de Falcoz de La Blache d'Anjou
- Jeanne de Montesquiou d’Artagnan (†1754)
- Françoise du Pac de Bellegarde (†1793 à Villasavary)
- Marie-Anne de Monthaut Miglos qui fut expulsée du monastère avec ses sœurs le 1er octobre 1792.